# 祁土司始祖墓
祁土司始祖墓，位于中国青海省互助县台子乡多士代村，为第六批青海省文物保护单位，公布日期为1998年12月22日，类型为古墓葬。
祁土司始祖墓的历史年代为明。